# Provincia Trat
Trat (în thailandeză ตราด) este o provincie (changwat) din Thailanda. Situată în regiunea de Est, provincia Trat are în componența sa 7 districte (amphoe), 38 de sub-districte (tambon) și 254 de sate (muban). 
Cu o populație de 224.136 de locuitori și o suprafață totală de 2.819,0 km2, Trat este a 73-a provincie din Thailanda ca mărime după numărul populației și a 61-a după mărimea suprafeței.